# Max Emerson
Max Emerson (sinh ngày 7 tháng 9 năm 1988) là một diễn viên, người mẫu, nhà văn, đạo diễn và YouTuber người Mỹ. Anh được biết đến với hồ sơ người mẫu và mạng xã hội, đặc biệt là trên Instagram, anh sáng tác và đạo diễn bộ phim Hooked. Anh xuất hiện trên truyền hình với vai nhỏ, bao gồm cả phần cuối mùa 5 của Glee.

## Đầu đời và giáo dục
Emerson sinh ra ở Vero Beach, Florida và theo học BFA về biểu diễn và đạo diễn tại Đại học Miami, từ đó anh tốt nghiệp năm 2009.

## Sự nghiệp

### Người mẫu
Emerson bắt đầu làm người mẫu khi còn là sinh viên, khi anh đăng ký với công ty Wilhelmina Models. Anh làm việc với các công ty bao gồm Wilhelmina (New York), LA Models, Established Models (London), Heffner Management (Seattle), Next Management (Miami) và Factor Chosen (Chicago).

### Làm phim
Anh sáng tác, sản xuất, đồng đạo diễn và diễn xuất trong hai bộ phim ngắn, DipSpit và Earwig, được chiếu lần đầu tiên tại Liên hoan phim Đồng tính Nam và Nữ Miami vào ngày 26 tháng 4 năm 2011. Earwig là một bộ phim chính kịch về một sinh viên đại học đồng tính kín, trong khi DipSpit là một bộ phim hài về hai người mẫu nam thẳng bị đuổi ra ngoài và chuyển đến sống cùng một sinh viên đại học đồng tính.
Vào tháng 10 năm 2015, Emerson công bố ý định sản xuất một bộ phim độc lập có tên "Hooked" do anh viết kịch bản, kể về câu chuyện của một trai điếm đồng tính vô gia cư tên là Jack và giải quyết những vấn đề mà thanh niên LGBT vô gia cư phải đối mặt. Anh đặt mục tiêu quyên góp được 150.000 đô la cho dự án thông qua Indiegogo và tặng một nửa lợi nhuận thu được cho các tổ chức từ thiện mang lại lợi ích cho người LGBT. Video khởi động cho chiến dịch Indiegogo có sự góp mặt của Todrick Hall và nhạc sĩ Tom Goss. Như một phần của chiến dịch, anh phát hành một đĩa đơn với Goss có tên là "Not Enough". Chiến dịch được hỗ trợ bởi tạp chí Out.
Hooked có buổi ra mắt thế giới tại NewFest: Liên hoan phim LGBT ở New York vào ngày 26 tháng 6 năm 2017, và công chiếu ở châu Âu tại liên hoan phim Homochron lần thứ 7 ở Cologne vào ngày 20 tháng 10 cùng năm. Thời báo Los Angeles đánh giá tiêu cực về phim, tuy nhiên, điểm đánh giá của khán giả vẫn cao.

### Diễn xuất
Cũng như diễn xuất trong phim Earwig và DipSpit, Emerson xuất hiện trong tập duy nhất của loạt phim truyền hình Glee (phần cuối mùa 5 The Untitled Rachel Berry Project), Hit the Floor, The Real O'Neals và Eastsiders, và của loạt web Coffee House Chronicles và bộ phim được làm từ đó.
Từ ngày 7 tháng 9 đến ngày 24 tháng 9 năm 2017, anh đóng vai Mitchell trong vở kịch hài The Little Dog Laughed của Douglas Carter Beane tại Trung tâm Nghệ thuật Red House ở Syracuse, New York. Một nhà phê bình địa phương cho biết mỗi người trong số bốn diễn viên trong vở kịch "mang đến một màn trình diễn hấp dẫn, đáng nhớ" và Emerson "thể hiện vai một ngôi sao trẻ ngọt ngào, bối rối và đôi khi thiếu suy nghĩ với sự nhạy cảm và tốt bụng".

### Sáng tác
Emerson sáng tác một cuốn tự truyện, Hot Sissy - Life Before Flashbulbs, mô tả những năm tháng tuổi thiếu niên của mình lớn lên trong một khu vực "redneck" của Florida. Hot Sissy được phát hành dưới dạng sách điện tử và với số lượng in giới hạn 500 bản bìa cứng vào tháng 12 năm 2014. Các phiên bản giới hạn đều được ký tên và đi kèm với một bức tranh Polaroid gốc.

## Đời tư
Vào tháng 6 năm 2016, anh công khai giới thiệu bạn trai của mình, Andrés Camilo, một sĩ quan trong quân đội Hoa Kỳ, trong một video YouTube.
Emerson có sự hiện diện tích cực trên mạng xã hội và thường xuyên đăng bài trên YouTube với tên người dùng của anh là "TheMaxVicious". Tính đến  tháng 12 năm 2018, anh có 1 triệu người theo dõi trên Instagram (@maxisms) và 19.500 trên Twitter (@TheMaxisms). Trên YouTube và mạng xã hội, Emerson nổi tiếng là người hài hước và thích khoe thân.
Vào tháng 5 năm 2017, người dẫn chương trình truyền hình truyện tranh người Pháp Cyril Hanouna sử dụng một trong những hình ảnh trên thân của Emerson để thiết lập một hồ sơ cá nhân trên một trang web hẹn hò đồng tính và lừa những người đàn ông trả lời hồ sơ tiết lộ những tưởng tượng tính dục cho ông khi ông đang phát trực tiếp trên chương trình của mình. Touche pas à mon poste !. Phân đoạn này gây ra gần 20.000 khiếu nại tới các cơ quan quản lý và lên án từ các nhóm LGBT.

## Đóng phim
| Năm  | Tựa                                    | Kiểu             | Vai diễn       | Ghi chú                                 | Tham khảo                        |
| ---- | -------------------------------------- | ---------------- | -------------- | --------------------------------------- | -------------------------------- |
| 2010 | Violet Tendencies                      | Phim điện ảnh    | Max            | Bản thân                                | [ 29 ] [ nguồn không đáng tin? ] |
| 2011 | Earwig                                 | Phim ngắn        | Max            | Biên kịch, nhà sản xuất, đồng đạo diễn  | [ 10 ]                           |
| 2011 | DipSpit                                | Phim ngắn        | Sam            | Biên kịch, nhà sản xuất, đồng đạo diễn  | [ 10 ]                           |
| 2014 | Glee                                   | Phim truyền hình | Người mẫu nam  | Tập: The Untitled Rachel Berry Project  | [ 29 ]                           |
| 2014 | "DTF" bởi Adore Delano                 | Video âm nhạc    | Max            | Bản thân                                | [ 13 ]                           |
| 2015 | Coffee House Chronicles                | Phim web         | Jonathan       | Tập: Seeking Same                       | [ 29 ]                           |
| 2015 | Futbol                                 | Phim điện ảnh    | Muffin Troll   | Diễn viên                               | [ 29 ]                           |
| 2016 | Hit the Floor                          | Phim truyền hình | Max            | Tập: Good D                             | [ 29 ]                           |
| 2016 | The Real O'Neals                       | Phim truyền hình | Cologne Man    | Tập: Pilot                              | [ 19 ]                           |
| 2016 | Coffee House Chronicles: The Movie     | Phim điện ảnh    | Jonathan       | Diễn viên                               | [ 21 ]                           |
| 2017 | Me + 1                                 | Phim ngắn        | Matthew Newman | Diễn viên                               | [ 29 ]                           |
| 2017 | EastSiders                             | Phim truyền hình | Cheyenne       | Tập: Priscilla                          | [ 20 ]                           |
| 2017 | Hooked                                 | Phim điện ảnh    |                | Biên kịch, đạo diễn, điều hành sản xuất | [ 15 ]                           |
| 2018 | "Now or never" bởi [[Blair st. Clair]] | Video âm nhạc    | Max            | Bản thân                                | [ 13 ]                           |
| 2019 | Psycho Stripper                        | Phim điện ảnh    | Benji          | Diễn viên                               | [ 29 ]                           |
| 2021 | Single All the Way                     | Phim             | Maxisms        |                                         |                                  |